# Костромская провинция
Костромская провинция — одна из провинций Российской империи. Центр — город Кострома.
Костромская провинция была образована в составе Московской губернии по указу Петра I «Об устройстве губерний и об определении в оныя правителей» 29 мая (9 июня) 1719 года. В состав провинции был включён город Кострома с пригородами Буй, Кадый, Любим и Судиславль. По ревизии 1710 года в провинции насчитывалось 36,2 тыс. дворов.
7 (18) ноября 1775 года деление губерний на провинции было отменено.